# Bretagne supérieure

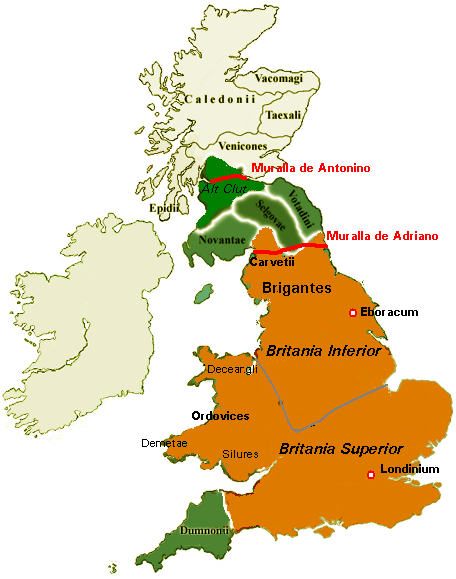
Carte de la Grande Bretagne romaine vers 90

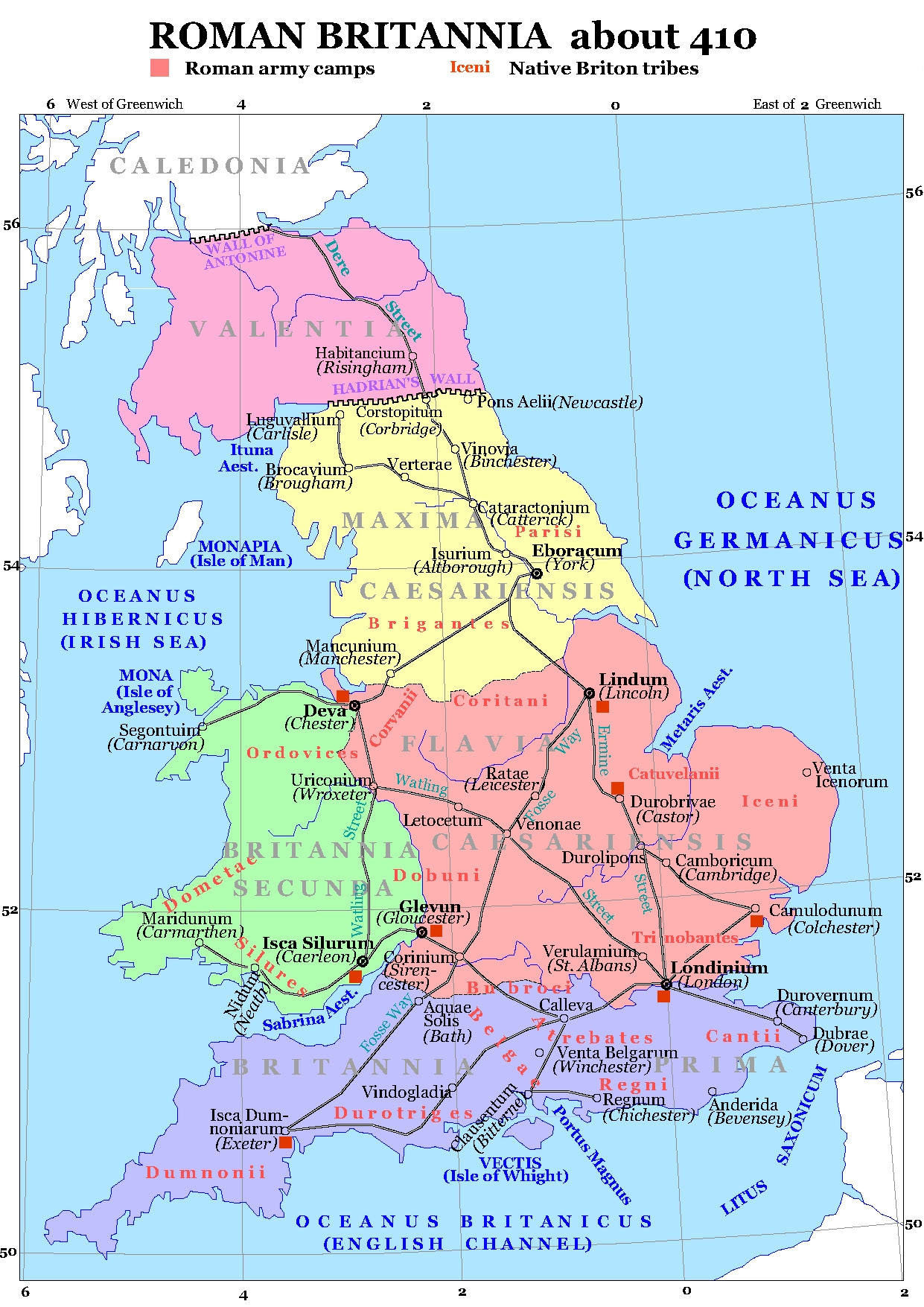
Bretagne romaine en 410

La Bretagne supérieure (en latin : Britannia Superior) était une province de l'Empire romain, créée vers 211-220 par l'empereur Caracalla, fils de Septime Sévère.